# ターキー・パニック
『ターキー・パニック』（原題:The Oath）は2018年のアメリカ合衆国のコメディ映画。監督・主演はアイク・バリンホルツが務めた。本作はバリンホルツの映画監督デビュー作でもある。本作は日本国内で劇場公開されなかったが、2019年8月7日にデジタル配信された。

## ストーリー
パラレルワールドのアメリカ。ホワイトハウスは「感謝祭の日までに大統領への忠誠を誓う宣誓書に署名せよ」という命令を全国民に通達した。進歩的な考えを持っていたクリスは署名を拒否するつもりでいたが、それが原因で妻のケイにまで悪影響を及ぼすのではないかと苦悩していた。そうこうしているうちに、感謝祭当日を迎えることになった。クリスは親戚を招待して晩餐会を開いたが、どんなに政治の話題を回避しようとしても、いつの間にか宣誓書の話題になってしまうという有り様であった。当然の如く、一同の間には気まずい雰囲気が漂うこととなった。そして、その場に2人の政府職員がやって来たことから、却って議論は白熱することとなった。ついには暴力沙汰にまで発展してしまった。

## キャスト
- クリス: アイク・バリンホルツ
- ケイ: ティファニー・ハディッシュ
- ピーター: ジョン・チョー
- アリス: キャリー・ブラウンスタイン
- メイソン: ビリー・マグヌッセン
- アビー: メレディス・ハグナー
- パット: ジョン・バリンホルツ
- エレノア: ノーラ・ダン
- ハンク: クリス・エリス
- クリント・マークス: マット・コーボイ
- クラーク: ジェイ・デュプラス
- ハーディ: プライア・ファーガソン
- アッシャー: ヘンリー・カウフマン
- ダン: マックス・グリーンフィールド

## 製作
2017年9月、アイク・バリンホルツが新作コメディ映画で映画監督デビューを果たすとの報道があった。12月、ティファニー・ハディッシュ、メレディス・ハグナー、ジョン・チョー、ビリー・マグヌッセン、キャリー・ブラウンスタイン、ジョン・バリンホルツ、ノーラ・ダン、クリス・エリスがキャスト入りした。本作の主要撮影は同月中に始まった。
バリンホルツが本作のアイデアを思いついたのは2016年の感謝祭の日であった。その年の大統領選挙で、共和党のドナルド・トランプが大統領に選出された。その後、バリンホルツは感謝祭のディナーで母や兄とアメリカの今後について話し合った。そのとき、彼は「ここにいる3人は同じ立場を共有しているが、他の家庭ではどうなっているのだろうか」と考えた。そこから本作の着想を膨らませていったのだという。

## 公開
2018年6月、ロードサイド・アトラクションズとトピック・スタジオズが本作の全米配給権を購入したと発表した。9月5日、本作のオフィシャル・トレイラーが公開された。25日、本作はロサンゼルス映画祭でプレミア上映された。

## 評価
本作は批評家から好意的に評価されている。映画批評集積サイトのRotten Tomatoesには85件のレビューがあり、批評家支持率は62%、平均点は10点満点で6.06点となっている。サイト側による批評家の見解の要約は「『ターキー・パニック』は党派対立が激化した今日の政治情勢を愉快かつ鋭い風刺へと昇華させている。同作における風刺は的を見事に射ており、観客に居心地の悪さを覚えさせるものの、それ以上のものを体験させてくれる。」となっている。また、Metacriticには27件のレビューがあり、加重平均値は58/100となっている。